# Municipio de San Felipe Orizatlán
El municipio de San Felipe Orizatlán es uno de los ochenta y cuatro municipios que conforman el estado de Hidalgo, México. La cabecera municipal y localidad más poblada es Orizatlán.
El municipio se localiza al norte del territorio hidalguense entre los paralelos 21°4′ y 21°24′ de latitud norte; los meridianos 98°27′ y 98°42′ de longitud oeste; con una altitud entre 100 y 600 m s. n. m. Este municipio cuenta con una superficie de 324.01 km², y representa el 1.56 % de la superficie del estado; dentro de la región geográfica denominada como Huasteca hidalguense.
Colinda al norte con los estados de San Luis Potosí y Veracruz de Ignacio de la Llave; al este con el estado de Veracruz de Ignacio de la Llave y con el municipio de Jaltocán; al sur con los municipios de Jaltocán, Huejutla de Reyes y Tlanchinol; al oeste con Tlanchinol y el estado de San Luis Potosí.

## Toponimia
Su nombre se debe en su primera parte al santo patrón San Felipe de Jesús y en la segunda parte a la raíz griega oryza (arroz) y a la voz náhuatl tlan (lugar), por lo que se comprende que significa "lugar de arroz".

## Historia
Los primeros habitantes de la zona fueron indígenas huastecos que se asentaron en la zona antes de la conquista. Originalmente San Felipe Orizatlán fue República de Indios perteneciente a la Alcaldía Mayor de Huejutla. La cabecera municipal fue fundada en el siglo XVI por indígenas y españoles, efectuándose así una evangelización. En el año de 1870, el estado de Hidalgo declara cabecera municipal a Orizatlán.

## Geografía

### Relieve e hidrográfica
En cuanto a fisiografía se encuentra dentro de las provincias Sierra Madre Oriental (62 %) y llanura costera del golfo Norte (38 %); dentro de la subprovincia de Carso Huasteco (62 %) y llanuras y lomeríos (38 %). Su territorio es sierra (62.0%) y Lomerío (38.0%).
En cuanto a su geología corresponde al periodo paleógeno (70.0%), cuaternario (20.32%) y cretácico (8.0%). Con rocas tipo sedimentaria: lutita-arenisca (70.0%) y lutita (8.0%); suelo: aluvial (20.32%). En cuanto a edafología el suelo dominante es leptosol (75.0%), vertisol (16.32%) y phaeozem (7.0%).
En lo que respecta a la hidrología se encuentra posicionado en la región hidrológica del Pánuco; en las cuencas del río Moctezuma; dentro de las subcuenca del río San Pedro (75.0%) y río Tempoal (25.0%). Los principales ríos que cruzan el municipio son: El Tultitlán, Los Sabinos, San Pedro y Cayuca, los cuales abastecen de agua a toda la región.

### Clima
El territorio municipal se encuentran los siguientes climas con su respectivo porcentaje: Semicálido húmedo con abundantes lluvias en verano (71.0%) y semicálido húmedo con lluvias todo el año (29.0%). Con una temperatura media anual de 23 °C, y una precipitación pluvial de 1 mil 705 milímetros por año y el período de lluvias es durante el verano.

### Ecología
La flora en el municipio se encuentra conformada principalmente por selva, bosque y pastizales. La fauna se comprende animales como, venado, jabalí, gato montés, armadillo, liebre, halcón, águila, tlacuache; y de reptiles tales como, víbora de cascabel y coralillo.

## Demografía

### Población
De acuerdo a los resultados que presentó el Censo Población y Vivienda 2020 del INEGI, el municipio cuenta con un total de 38 492 habitantes, siendo 18 728 hombres y 19 764 mujeres. Tiene una densidad de 118.8 hab/km², la mitad de la población tiene 30 años o menos, existen 94 hombres por cada 100 mujeres.
El porcentaje de población que habla lengua indígena es de 55.97 %, en el municipio se hablan principalmente Náhuatl de la Huasteca hidalguense. El porcentaje de población que se considera afromexicana o afrodescendiente es de 0.53 %.
Tiene una Tasa de alfabetización de 98.8 % en la población de 15 a 24 años, de 73.8 % en la población de 25 años y más. El porcentaje de población según nivel de escolaridad, es de 18.2 % sin escolaridad, el 57.9 % con educación básica, el 15.6 % con educación media superior, el 8.3 % con educación superior, y 0.1 % no especificado.
El porcentaje de población afiliada a servicios de salud es de 76.7 %. El 6.3 % se encuentra afiliada al IMSS, el 84.2 % al INSABI, el 8.1 % al ISSSTE, 1.2 % IMSS Bienestar, 0.4 % a las dependencias de salud de PEMEX, Defensa o Marina, 0.1 % a una institución privada, y el 0.1 % a otra institución. El porcentaje de población con alguna discapacidad es de 6.9 %. El porcentaje de población según situación conyugal, el 46.5 % se encuentra casada, el 28.3 % soltera, el 15.6 % en unión libre, el 3.2 % separada, el 0.5 % divorciada, el 5.9 % viuda.
Para 2020, el total de viviendas particulares habitadas es de 10 227 viviendas, representa el 1.2 % del total estatal. Con un promedio de ocupantes por vivienda 3.2 personas. Predominan las viviendas con tabique y block. En el municipio para el año 2020, el servicio de energía eléctrica abarca una cobertura del 99.1 %; el servicio de agua entubada un 39.9 %; el servicio de drenaje cubre un 91.0 %; y el servicio sanitario un 97.6 %.

### Localidades
Para el año 2020, de acuerdo al Catálogo de Localidades, el municipio cuenta con 135 localidades.
| Código INEGI | Localidad                                       | Población (2020) | Porcentaje (%) | Ámbito Población | Categoría Población |
| ------------ | ----------------------------------------------- | ---------------- | -------------- | ---------------- | ------------------- |
| 130460001    | San Felipe Orizatlán                            | 7037             | 18.28          | Urbano           | Cabecera municipal  |
| 130460004    | Ahuatitla                                       | 4137             | 10.75          | Urbano           | Comunidad           |
| 130460027    | Huitzitzilingo                                  | 3948             | 10.26          | Urbano           | Comunidad           |
| 130460055    | Talol                                           | 1172             | 3.04           | Rural            | Comunidad           |
| 130460044    | Las Piedras (Micrópolis Ecológica las Piedras)  | 799              | 2.08           | Rural            | Comunidad           |
| 130460064    | Totonicapa                                      | 734              | 1.91           | Rural            | Comunidad           |
| 130460043    | Piedra Hincada                                  | 688              | 1.79           | Rural            | Comunidad           |
| 130460051    | Santa Ana                                       | 599              | 1.56           | Rural            | Comunidad           |
| 130460160    | Nuevo Orizatlán (Magisterial) [Fraccionamiento] | 532              | 1.38           | Rural            | Comunidad           |
| 130460028    | La Labor I                                      | 486              | 1.26           | Rural            | Ranchería           |
| 130460138    | Valle Verde                                     | 471              | 1.22           | Rural            | Ranchería           |
| 130460061    | Tequexquilico                                   | 460              | 1.20           | Rural            | Ranchería           |
| 130460025    | Huichintla                                      | 428              | 1.11           | Rural            | Ranchería           |
| 130460058    | Teoxtitla                                       | 424              | 1.10           | Rural            | Ranchería           |
| 130460062    | Texcatla                                        | 410              | 1.07           | Rural            | Ranchería           |
| 130460169    | El Pedregal [Colonia]                           | 381              | 0.99           | Rural            | Ranchería           |
| 130460037    | Nexpa                                           | 375              | 0.97           | Rural            | Ranchería           |
| 130460003    | Ahuatempa                                       | 373              | 0.97           | Rural            | Ranchería           |
| 130460048    | Potejámel                                       | 368              | 0.96           | Rural            | Ranchería           |
| 130460071    | Zapote Arriba                                   | 365              | 0.95           | Rural            | Ranchería           |
| 130460047    | Pochotitla                                      | 350              | 0.91           | Rural            | Ranchería           |
| 130460147    | Huextetitla Bienes Comunales                    | 328              | 0.85           | Rural            | Ranchería           |
| 130460099    | El Carrizal                                     | 326              | 0.85           | Rural            | Ranchería           |
| 130460065    | Tultitlán                                       | 318              | 0.83           | Rural            | Ranchería           |
| 130460075    | El Llano                                        | 314              | 0.82           | Rural            | Ranchería           |
| 130460057    | Tatacuatitla                                    | 305              | 0.79           | Rural            | Ranchería           |
| 130460016    | Cuamecaco                                       | 303              | 0.79           | Rural            | Ranchería           |
| 130460102    | Los Humos                                       | 299              | 0.78           | Rural            | Ranchería           |
| 130460018    | Los Coyoles                                     | 295              | 0.77           | Rural            | Ranchería           |
| 130460030    | La Laguna                                       | 292              | 0.76           | Rural            | Ranchería           |
| 130460097    | Zapote Abajo                                    | 287              | 0.75           | Rural            | Ranchería           |
| 130460077    | Ejido 3 de Marzo                                | 284              | 0.74           | Rural            | Ranchería           |
| 130460054    | Talapitz I                                      | 265              | 0.69           | Rural            | Ranchería           |
| 130460024    | Hueytlale                                       | 263              | 0.68           | Rural            | Ranchería           |
| 130460148    | Nueva Tenochtitlán                              | 252              | 0.65           | Rural            | Ranchería           |
| 130460101    | Tetzácual                                       | 248              | 0.64           | Rural            | Ranchería           |
| 130460015    | El Cerro                                        | 242              | 0.63           | Rural            | Ranchería           |
| 130460049    | El Potrero                                      | 229              | 0.59           | Rural            | Ranchería           |
| 130460063    | Taxiscoatitla                                   | 223              | 0.58           | Rural            | Ranchería           |
| 130460008    | Apaxtzintla                                     | 219              | 0.57           | Rural            | Ranchería           |
| 130460031    | La Laja                                         | 216              | 0.56           | Rural            | Ranchería           |
| 130460133    | El Manantial                                    | 205              | 0.53           | Rural            | Ranchería           |
| 130460076    | Mazaquilico                                     | 204              | 0.53           | Rural            | Ranchería           |
| 130460035    | Monte Grande                                    | 202              | 0.52           | Rural            | Ranchería           |
| 130460034    | La Mesa de Cuatolol                             | 190              | 0.49           | Rural            | Ranchería           |
| 130460068    | Xalamakechpa                                    | 190              | 0.49           | Rural            | Ranchería           |
| 130460006    | Ahuaixpa                                        | 189              | 0.49           | Rural            | Ranchería           |
| 130460023    | Huextetitla                                     | 188              | 0.49           | Rural            | Ranchería           |
| 130460179    | Quinta Delicias                                 | 184              | 0.48           | Rural            | Ranchería           |
| 130460052    | Santo Domingo                                   | 179              | 0.47           | Rural            | Ranchería           |
| 130460036    | El Naranjal                                     | 173              | 0.45           | Rural            | Ranchería           |
| 130460060    | Tepetzintla I                                   | 173              | 0.45           | Rural            | Ranchería           |
| 130460042    | Petlácatl Comunal                               | 165              | 0.43           | Rural            | Ranchería           |
| 130460103    | Santa Rosa Tetlama                              | 162              | 0.42           | Rural            | Ranchería           |
| 130460092    | Chacuala                                        | 160              | 0.42           | Rural            | Ranchería           |
| 130460087    | La Cuchilla                                     | 156              | 0.41           | Rural            | Ranchería           |
| 130460039    | Palma Sola                                      | 156              | 0.41           | Rural            | Ranchería           |
| 130460045    | Pilcapilla                                      | 156              | 0.41           | Rural            | Ranchería           |
| 130460056    | Tamalcuatitla                                   | 155              | 0.40           | Rural            | Ranchería           |
| 130460059    | Tepantitla                                      | 155              | 0.40           | Rural            | Ranchería           |
| 130460038    | El Ojite                                        | 154              | 0.40           | Rural            | Ranchería           |
| 130460066    | Tzapoyo I                                       | 154              | 0.40           | Rural            | Ranchería           |
| 130460020    | Las Chacas                                      | 151              | 0.39           | Rural            | Ranchería           |
| 130460070    | Zacayahual                                      | 142              | 0.37           | Rural            | Ranchería           |
| 130460005    | Ahuehuetitla                                    | 140              | 0.36           | Rural            | Ranchería           |
| 130460007    | Los Altos de San Pedro                          | 136              | 0.35           | Rural            | Ranchería           |
| 130460086    | Santa Clara                                     | 134              | 0.35           | Rural            | Ranchería           |
| 130460026    | Huitzilinguito                                  | 133              | 0.35           | Rural            | Ranchería           |
| 130460136    | Talapitz II                                     | 130              | 0.34           | Rural            | Ranchería           |
| 130460032    | Lomas Altas                                     | 129              | 0.34           | Rural            | Ranchería           |
| 130460095    | Rancho Nuevo                                    | 126              | 0.33           | Rural            | Ranchería           |
| 130460131    | El Encinal                                      | 123              | 0.32           | Rural            | Ranchería           |
| 130460115    | La Cruz                                         | 122              | 0.32           | Rural            | Ranchería           |
| 130460029    | La Labor II                                     | 120              | 0.31           | Rural            | Ranchería           |
| 130460109    | Zacapilol                                       | 119              | 0.31           | Rural            | Ranchería           |
| 130460134    | Melchor Ocampo                                  | 118              | 0.31           | Rural            | Ranchería           |
| 130460009    | Arroyo de Cal                                   | 117              | 0.30           | Rural            | Ranchería           |
| 130460021    | Chancuetlán                                     | 116              | 0.30           | Rural            | Ranchería           |
| 130460105    | Cececamel                                       | 111              | 0.29           | Rural            | Ranchería           |
| 130460073    | Los Jobos                                       | 111              | 0.29           | Rural            | Ranchería           |
| 130460123    | Tepetzintla II                                  | 105              | 0.27           | Rural            | Ranchería           |
| 130460085    | Buenos Aires                                    | 101              | 0.26           | Rural            | Ranchería           |
| 130460178    | Licenciado José López Portillo                  | 101              | 0.26           | Rural            | Ranchería           |
| 130460124    | Tetlama Grande                                  | 98               | 0.25           | Rural            | Ranchería           |
| 130460046    | La Pitajaya                                     | 97               | 0.25           | Rural            | Ranchería           |
| 130460033    | Maxcarillo                                      | 95               | 0.25           | Rural            | Ranchería           |
| 130460135    | Petlácatl Ejido                                 | 89               | 0.23           | Rural            | Ranchería           |
| 130460084    | La Mariana                                      | 88               | 0.23           | Rural            | Ranchería           |
| 130460067    | Las Víboras                                     | 88               | 0.23           | Rural            | Ranchería           |
| 130460125    | Tzapoyo II                                      | 87               | 0.23           | Rural            | Ranchería           |
| 130460155    | Bellavista                                      | 84               | 0.22           | Rural            | Ranchería           |
| 130460129    | El Cartucho                                     | 84               | 0.22           | Rural            | Ranchería           |
| 130460108    | Zapotitla                                       | 83               | 0.22           | Rural            | Ranchería           |
| 130460012    | El Brasilar                                     | 78               | 0.20           | Rural            | Ranchería           |
| 130460053    | El Zapotal                                      | 77               | 0.20           | Rural            | Ranchería           |
| 130460098    | Los Panales                                     | 76               | 0.20           | Rural            | Ranchería           |
| 130460017    | Coaxocotitla II                                 | 73               | 0.19           | Rural            | Ranchería           |
| 130460153    | Barrio Prolongación 20 de Noviembre             | 65               | 0.17           | Rural            | Ranchería           |
| 130460089    | El Rincón                                       | 63               | 0.16           | Rural            | Ranchería           |
| 130460081    | El Saucillo                                     | 63               | 0.16           | Rural            | Ranchería           |
| 130460144    | Coaxocotitla I                                  | 61               | 0.16           | Rural            | Ranchería           |
| 130460122    | Tamocalito II                                   | 56               | 0.15           | Rural            | Ranchería           |
| 130460170    | Xalamatitla                                     | 55               | 0.14           | Rural            | Ranchería           |
| 130460050    | Los Sabinos                                     | 52               | 0.14           | Rural            | Ranchería           |
| 130460094    | Tantoyuquita                                    | 49               | 0.13           | Rural            | Ranchería           |
| 130460157    | Ahuimul                                         | 48               | 0.12           | Rural            | Ranchería           |
| 130460117    | Generales Azuara                                | 48               | 0.12           | Rural            | Ranchería           |
| 130460174    | El Edén                                         | 47               | 0.12           | Rural            | Ranchería           |
| 130460078    | San Antonio                                     | 44               | 0.11           | Rural            | Ranchería           |
| 130460171    | Jardines del Llano                              | 36               | 0.09           | Rural            | Ranchería           |
| 130460146    | Ejido la Coneja                                 | 30               | 0.08           | Rural            | Ranchería           |
| 130460110    | Las Palmas (Las Puentes)                        | 28               | 0.07           | Rural            | Ranchería           |
| 130460156    | Tecuapa                                         | 28               | 0.07           | Rural            | Ranchería           |
| 130460145    | Crucero las Piedras Chacuala                    | 25               | 0.06           | Rural            | Ranchería           |
| 130460112    | La Huilonat                                     | 24               | 0.06           | Rural            | Ranchería           |
| 130460137    | Tamocalito I                                    | 22               | 0.06           | Rural            | Ranchería           |
| 130460165    | Xiínico                                         | 19               | 0.05           | Rural            | Ranchería           |
| 130460176    | El Paraíso                                      | 17               | 0.04           | Rural            | Ranchería           |
| 130460074    | La Carolina                                     | 17               | 0.04           | Rural            | Ranchería           |
| 130460175    | El Estatero                                     | 14               | 0.04           | Rural            | Ranchería           |
| 130460173    | El Centro                                       | 13               | 0.03           | Rural            | Ranchería           |
| 130460180    | Valle de los Papalotes                          | 13               | 0.03           | Rural            | Ranchería           |
| 130460091    | Coyolito                                        | 11               | 0.03           | Rural            | Ranchería           |
| 130460152    | Tepehica                                        | 10               | 0.03           | Rural            | Ranchería           |
| 130460107    | Aguacayo                                        | 8                | 0.02           | Rural            | Ranchería           |
| 130460158    | Apetlaco                                        | 8                | 0.02           | Rural            | Ranchería           |
| 130460162    | Ejido Plan de Ayala                             | 8                | 0.02           | Rural            | Ranchería           |
| 130460154    | Barrio las Campanas (Barrio Tantima)            | 6                | 0.02           | Rural            | Ranchería           |
| 130460142    | El Zapotal (El Tigre)                           | 6                | 0.02           | Rural            | Ranchería           |
| 130460181    | La Loma [Barrio]                                | 5                | 0.01           | Rural            | Ranchería           |
| 130460167    | La Peña                                         | 5                | 0.01           | Rural            | Ranchería           |
| 130460130    | Comuntla                                        | 4                | 0.01           | Rural            | Ranchería           |
| 130460150    | San Antonio Viejo                               | 4                | 0.01           | Rural            | Ranchería           |
| 130460151    | San José                                        | 2                | 0.01           | Rural            | Ranchería           |
| 130460088    | Las Adjuntas                                    | 1                | 0.00           | Rural            | Ranchería           |

## Política
Se erigió como municipio el 15 de febrero de 1826. El Honorable Ayuntamiento está compuesto por: un presidente municipal, un síndico, once regidores, cuatro comisiones, ciento veinte delegados municipales y, ochenta y un comisariados ejidales. De acuerdo al Instituto Nacional electoral (INE) el municipio está integrado por veinticuatro secciones electorales, de la a 1043 a la 1066. Para la elección de diputados federales a la Cámara de Diputados de México y diputados locales al Congreso de Hidalgo, se encuentra integrado al distrito electoral federal 1 de Hidalgo y al distrito electoral local 3 de Hidalgo. A nivel estatal administrativo pertenece a la Macrorregión IV y a la Microrregión IV, además de a la Región Operativa X Huejutla.

### Cronología de presidentes municipales
| Periodo                  | Nombre                           | Afiliación política        |
| ------------------------ | -------------------------------- | -------------------------- |
| 1964-1967                | Pastor Sánchez Manteca           | -                          |
| 1967-1970                | Reyno Rivera Fernández           | -                          |
| 1970-1973                | Nolasco Sánchez Guerrero         | -                          |
| 1973-1976                | Agustín Assad Morales            | -                          |
| 1976-1979                | Victorico Viggiano Mendoza       | -                          |
| 1979-1982                | Gustavo Torres Sánchez           | -                          |
| 1982-1985                | José Refugio Rivera Castillo     | -                          |
| 1985-1988                | Eliseo Espinosa Hebert           | -                          |
| 1988-1991                | Pánfilo del Ángel Hernández      | -                          |
| 1991-1994                | Nicolás Viggiano Castillo        | -                          |
| 16/01/1994 al 15/01/1997 | Fortunato Rivera Castillo        | PRI                        |
| 16/01/1997 al 15/01/2000 | Francisco Saab Morales           | PRI                        |
| 16/01/2000 al 15/01/2003 | Justino Hernández Amador         | PRI                        |
| 16/01/2003 al 15/01/2006 | Andrés Zuviri Rivera             | PAN                        |
| 16/01/2006 al 15/01/2009 | Martín Adolfo Ramírez Sosa       | PRI                        |
| 16/01/2009 al 15/01/2012 | Manuel de Jesús Morales Palacios | PRI                        |
| 16/01/2012 al 04/09/2016 | Manuel de Jesús Rivera Fernández | PRI                        |
| 05/09/2016 al 04/09/2020 | Raúl Valdivia Castillo           | PAN                        |
| 05/09/2020 al 14/12/2020 | Oscar Armando Andrade Castillo   | Concejo municipal Interino |
| 15/12/2020 al 04/09/2024 | Erika Saab Lara                  | PRI                        |
| 05/09/2024 al 04/09/2027 | Carlos César Pérez Escamilla     | PT                         |

## Economía
En 2015 el municipio presenta un IDH de 0.685 Medio, por lo que ocupa el lugar 52.º a nivel estatal; y en 2005 presentó un PIB de $704,898,884.00 pesos mexicanos, y un PIB per cápita de $18,322.00 (precios corrientes de 2005).
De acuerdo con el Consejo Nacional de Evaluación de la Política de Desarrollo Social (Coneval), el municipio registra un Índice de Marginación Alto. El 42.1% de la población se encuentra en pobreza moderada y 39.1% se encuentra en pobreza extrema. En 2015, el municipio ocupó el lugar 62 de 84 municipios en la escala estatal de rezago social.
A datos de 2015, en materia de agricultura en este municipio cuenta con 13 777 hectáreas, las cuales son de uso agrícola y en donde encontramos que se cultivan principalmente los productos como: maíz, frijol, café y caña. En ganadería  cuenta con 869 hectáreas las cuales están destinadas para la cría de ganado bovino el cual cuenta con 20 666 cabezas, de leche y carne, con 3506 cabezas de ganado ovino, 13 602 cabezas de ganado porcino, 228 240 de aves de postura y engorda, así como pavos y con 2481 colmenas, de las cuales se obtiene la producción de miel y cera de abeja.
Para 2015 existen 930 unidades económicas, que generaban empleos para 2679 personas. En lo que respecta al comercio, se cuenta con un tianguis, cuarenta y cinco tiendas Diconsa, y nueve tienda Liconsa; además de un rastro municipal. De acuerdo con cifras al año 2015 presentadas en los censos económicos del INEGI, la Población Económicamente Activa (PEA) del municipio asciende a 10 651 de las cuales 10 349 se encuentran ocupadas y 302 se encuentran desocupadas. El 51.03% pertenece al sector primario, el 15.91% pertenece al sector secundario, el 32.42% pertenece al sector terciario y 0.64% no especificaron.